# Stelis juninensis
Stelis juninensis är en orkidéart som beskrevs av Friedrich Fritz Wilhelm Ludwig Kraenzlin. Stelis juninensis ingår i släktet Stelis och familjen orkidéer. Inga underarter finns listade i Catalogue of Life.